# Copa del Món de Ral·lis Raid 2017
La Copa del Món de Ral·lis cross-country 2017 fou la 25a edició de la Copa del Món d'aquesta competició.
Existeixen 3 tipus de ral·lis en el campionat, Ral·li Cross Country, Ral·li Marató Cross Country i Cross Country Baja. Els ral·lis cross-country no poden superar els 8 dies de competició i tenir entre 1.200 i 3.000 quilòmetres de recorregut.
Com en anys anteriors, a part de la classificació general, els vehicles es divideixen en diverses categories: T1 Prototipus de fàbrica, T2 Vehicles basats en cotxes de sèrie, T3 Prototipus lleugers tipus buggy i T4 Camions. La FIA premia com a campions de la Copa del Món als líders de la classificació de pilots, així com a copilot de la categoria principal i als equips campions per categoria, a diferència d'anys anteriors on es premiava a pràcticament tots els copilots i equips guanyadors.

## Proves
Les curses coincideixen normalment amb les de la Copa del Món de Bajas i el Campionat del Món de Ral·lis Cross-Country de motociclisme.
| Cursa | Dates                 | Ral·li                      | Guanyador                   |
| ----- | --------------------- | --------------------------- | --------------------------- |
| 1     | 24–26 febrer          | Baja Russia-Northern Forest | Aron Domzala (Toyota)       |
| 2     | 9-11 març             | Dubai International Baja    | Nasser Al-Attiyah (Toyota)  |
| 3     | 1-7 abril             | Abu Dhabi Desert Challenge  | Khalid Al-Qassimi (Peugeot) |
| 4     | 17–22 abril           | Qatar Cross Country Rally   | Nasser Al-Attiyah (Toyota)  |
| 5     | 20–27 maig            | Rally Kazakhstan            | Nasser Al-Attiyah (Toyota)  |
| 6     | 15–18 juny            | Italian Baja                | Jakub Przvaonski (Mini)     |
| 7     | 21–23 juliol          | Baja España-Aragón          | Nasser Al-Attiyah (Toyota)  |
| 8     | 10–13 agost           | Hungarian Baja              | Nasser Al-Attiyah (Toyota)  |
| 9     | 31 agost - 3 setembre | Baja Poland                 | Nasser Al-Attiyah (Toyota)  |
| 10    | 4–10 octubre          | Rallye du Maroc             | Nasser Al-Attiyah (Toyota)  |
| 11    | 26–28 octubre         | Baja de Portalegre 500      | Ricardo Porém (Ford)        |

## Classificació general[2]
| Posició                                                                                  | 1r | 2n | 3r | 4t | 5è | 6è | 7è | 8è | 9è | 10è |
| Punts                                                                                    | 25 | 18 | 15 | 12 | 10 | 8  | 6  | 4  | 2  | 1   |
| Punts extres als primers de cada categoria                                               | 5  | 3  | 1  | 0  | 0  | 0  | 0  | 0  | 0  | 0   |
| Les curses anomenades cross-country tenen el doble de puntuació que les anomenades Bajas |    |    |    |    |    |    |    |    |    |     |

| Pos | Pilot             | Cotxe   | Punts |
| --- | ----------------- | ------- | ----- |
| 1   | Nasser Al-Attiyah | Toyota  | 300   |
| 2   | Jakub Przygonski  | Mini    | 183   |
| 3   | Aron Domzala      | Toyota  | 110   |
| 4   | Khalid Al-Qassimi | Peugeot | 105   |
| 5   | Yasir Seaidan     | Toyota  | 85    |
| 6   | Mohammed Abu-Issa | Mini    | 84    |
| 7   | Martin Prokop     | Ford    | 70    |
| 8   | Miroslaw Zapletal | Ford    | 51    |
| 9   | Mikko Hirvonen    | Mini    | 49    |
| 10  | Joan Roma         | Mini    | 42    |

Guanyadors per categories
| Categoria       | Pilot                               | Copilot                 | Equip guanyador                       |
| --------------- | ----------------------------------- | ----------------------- | ------------------------------------- |
| T1              | Nasser Al-Attiyah (Toyota)          | Mathieu Baumel (Toyota) | Nasser Saleh Al-Attiyah Team (Toyota) |
| T2              | Yasir Seaidan (Toyota Land Cruiser) |                         | Race World (Toyota Land Cruiser)      |
| T3              | Claude Fournier (Polaris)           |                         |                                       |
| 2 rodes motrius | Khalid Al-Qassimi (Peugeot)         |                         | Abu Dhabi Racing (Peugeot)            |